# Norbert Elias
Norbert Elias (Breslavia, 22 giugno 1897 – Amsterdam, 1º agosto 1990) è stato un sociologo tedesco di origini ebraiche.

## Biografia
Norbert Elias, che oggi viene considerato uno dei più autorevoli sociologi, pur avendo prodotto le sue opere più importanti nel corso degli anni trenta, è stato a lungo ignorato dalla comunità accademica internazionale e dal pubblico. Nel 1933 fuggì dalla Germania perché ebreo, nel 1940 rinchiuso in una prigione inglese perché tedesco. I suoi genitori morirono nell'Olocausto. Durante la seconda guerra mondiale e negli anni che seguirono non ebbe un impiego fisso, rimanendo ai margini della cerchia accademica britannica fino a che, nel 1954, accettò la cattedra offertagli dall'Università di Leicester, iniziando così la sua carriera accademica all'età di 57 anni. A Leicester le sue ricerche poterono fiorire e dar frutto, sotto forma di pubblicazioni di grande rilievo. In tutti gli anni trascorsi a Leicester però, nessuno dei suoi libri venne mai tradotto in inglese. Solo dopo la nomina (1962 – 1964) a professore presso l'Università Legon di Accra, nel Ghana, la sua opera venne riscoperta, durante gli anni settanta, prima nei Paesi Bassi e poi in Germania e in altri paesi.
La sua opera più importante è Il processo di civilizzazione (Über den Prozeß der Zivilisation). Quest'opera, scritta da Elias nel Regno Unito, dove emigrò nel 1933 e dove visse fino ai primi anni 1960, venne pubblicata nel 1939 in Germania e in inglese solo nel 1962.
La sua opera completa venne nel frattempo recepita a livello mondiale da storici e sociologi. La sua nuova descrizione sociologica dell'uomo lo ha portato ad occupare un posto centrale nell'ambito delle scienze sociali.
È stato il vincitore della prima edizione del Premio Europeo Amalfi per la Sociologia e le Scienze Sociali.
Altra sua opera di rilevanza storiografica è La società di corte, nella quale, partendo dalla corte di Versailles di Luigi XIV, svolge un'analisi sociologica e antropologica dei comportamenti cortigiani, e più in generale dell'ethos nobiliare, individuando nell'etichetta, nei cerimoniali e nella prossemica della quotidianità i tratti di un'articolata struttura sociale, nella quale è possibile anche rintracciare il riflesso di una gerarchia economica espressione diretta della volontà e del gradimento del sovrano. L'opera accantonata per diversi decenni, è stata riscoperta solo in seguito.
Ricevette il premio Nonino "Maestro del nostro tempo" nel 1990.

## Opere
- La società di Corte, traduzione di G. Panzieri, Bologna, il Mulino, 1980.
- La civiltà delle buone maniere, traduzione di G. Panzieri, collana Saggi 224, Bologna, il Mulino, 1982.
- Potere e civiltà. Il processo di civilizzazione. II, traduzione di G. Panzieri, collana Saggi 247, Bologna, il Mulino, 1983.
- La solitudine del morente, collana Intersezioni n.22, Bologna, il Mulino, 1985.
- Saggio sul tempo, Bologna, il Mulino, 1986.
- Humana conditio, collana Intersezioni, Bologna, il Mulino, 1987, ISBN 978-88-15-01480-1.
- I tedeschi. Lotte di potere ed evoluzione dei costumi nei secoli XIX e XX, collana Le occasioni n.39, Bologna, il Mulino, 1991.
- Mozart. Sociologia di un genio, collana Intersezioni, Bologna, il Mulino, 1992.
- Teoria dei simboli, traduzione di E. Scoppola, collana Saggi, Bologna, il Mulino, 1998, ISBN 978-88-15-06296-3.
- Tappe di una ricerca, Collezione di Testi e Studi/Sociologia, Bologna, il Mulino, 2001.
- Norbert Elias e John L. Scotson, Strategie dell'esclusione, Collana Saggi, Bologna, il Mulino, 2004, ISBN 978-88-15-09627-2.
- Marinaio e gentiluomo. La genesi della professione navale, collana Intersezioni, Bologna, il Mulino, 2010.
- L'illusione del quotidiano. Sociologia con le scarpe slacciate, collana Le api, Milano, Medusa, 2010, ISBN 978-88-7698-216-3.
- Oltre il muro dell'io. Sociologia e psichiatria, Collana Le zattere, Milano, Medusa, 2011, ISBN 978-88-7698-234-7.
- La pazienza dell'inquietudine. Quattro interviste con Norbert Elias, Collana Polaroid, Milano, Medusa, 2014, ISBN 978-88-7698-318-4.
- con Eric Dunning, Sport e aggressività, (1986), 2001, il Mulino, Bologna.